# 山岡豊一
山岡 豊一（やまおか とよかず、1869年1月17日（明治元年12月5日）- 1926年（大正15年）7月21日）は、日本の海軍軍人。最終階級は海軍中将。舞台俳優山岡如萍の兄。

## 経歴
鳥取県米子市車尾（会見郡（西伯郡）車尾村車尾）出身。
海軍兵学校17期。台湾総督府参謀兼副官などを経て、日露戦争では富士砲術長。1905年イギリスに出張。1910年「千早」兼「対馬」艦長となり、1911年に東宮武官、同年大佐。
その後「千代田」「矢矧」「扶桑」各艦長などを経て、1917年に少将。同年第7戦隊（1918年遣支艦隊、1919年第一遣外艦隊に改組）司令官に就任し、中国揚子江流域の要地（南京・上海・重慶・漢口等）の警備に当った。
1919年、将官会議議員に転じ、同年第4戦隊司令官。1921年中将、1923年予備役。

## 栄典
位階
- 1892年（明治25年）7月5日 - 正八位[2]
- 1898年（明治31年）3月8日 - 正七位[3]
- 1905年（明治38年）9月12日 - 正六位[4]
- 1910年（明治43年）10月21日 - 従五位[5]
- 1915年（大正4年）11月11日 - 正五位[6]
- 1920年（大正9年）12月10日 - 従四位[7]
- 1923年（大正12年）4月30日 - 正四位[8]

勲章等
- 1895年（明治28年）11月18日 - 明治二十七八年従軍記章[9]
- 1900年（明治33年）5月31日 - 勲五等瑞宝章[10]
- 1902年（明治35年）5月10日 - 明治三十三年従軍記章[11]
- 1918年（大正7年）2月26日 - 勲二等瑞宝章[12]
- 1920年（大正9年）11月1日 - 旭日重光章・大正三年乃至九年戦役従軍記章[13]
- 1921年（大正10年）7月1日 - 第一回国勢調査記念章[14]